# Simon Julen
Simon Ambros Julen (ur. 3 maja 1897 w Zermatt, zm. 27 marca 1951 tamże) – szwajcarski biegacz narciarski, uczestnik Zimowych Igrzysk Olimpijskich 1924.
Wystartował w biegu olimpijskim na 50 kilometrów techniką klasyczną w Chamonix, jednak nie ukończył trasy i nie został sklasyfikowany. Nie uczestniczył w biegu na 18 kilometrów.
Był kuzynem Alfonsa, Oswalda i Antona, którzy także startowali na igrzyskach olimpijskich.

## Osiągnięcia

### Igrzyska olimpijskie
| Igrzyska       | Data             | Konkurencja                      | Czas | Miejsce | Strata | Zwycięzca     | Źródło |
| -------------- | ---------------- | -------------------------------- | ---- | ------- | ------ | ------------- | ------ |
| 1924, Chamonix | 30 stycznia 1924 | bieg na 50 km techniką klasyczną | DNF  | -       | -      | Thorleif Haug | [ 3 ]  |